# 中和慈雲寺
中和慈雲寺，是一所觀音寺，主祀觀音菩薩，配祀山神、土地神、十八羅漢，位於臺灣新北市中和區圓通路369巷66號，在圓通寺附近，是旅遊勝地。

## 簡介
清雍正七年（1729年），閩南漳州移民於柯子崙石壁湖山（在今新北市中和區圓通寺附近）創「慈雲巖」，即本廟，奉祀觀音大士，本廟因居高臨下，夜間燈火可照到一樣奉祀觀音大士的艋舺龍山寺，某些泉州三邑人認為此寺會破壞泉州移民地區的風水，故泉漳械鬥時，此廟被泉州人燒燬，幸好當時觀音佛祖神像被板橋林家的林國芳迎到板橋，接受板橋人的奉敬，而後林家在板橋建了接雲寺，奉祀迎去的觀音菩薩。而後本廟重建，年代不詳。

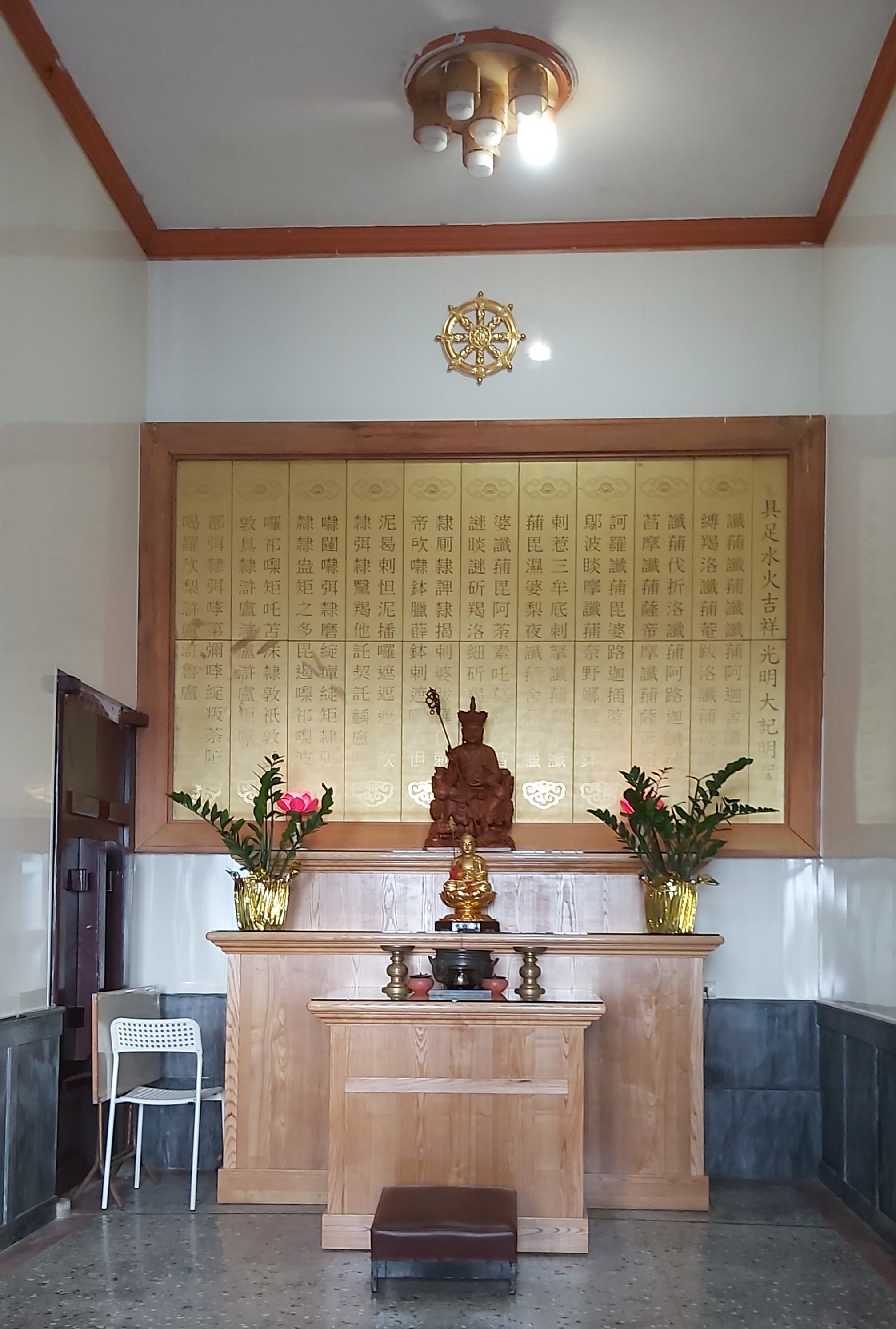
地藏殿
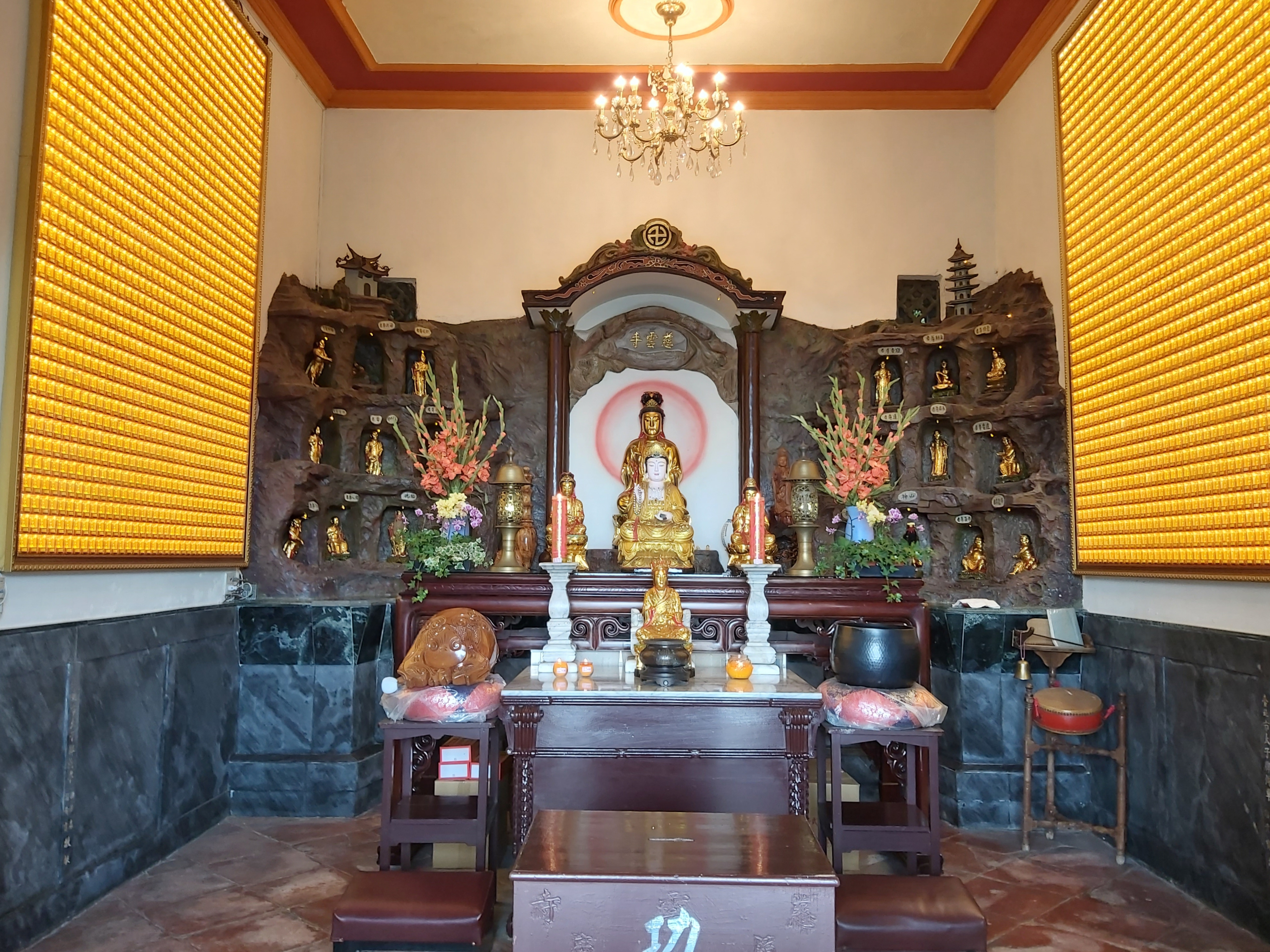
觀音殿
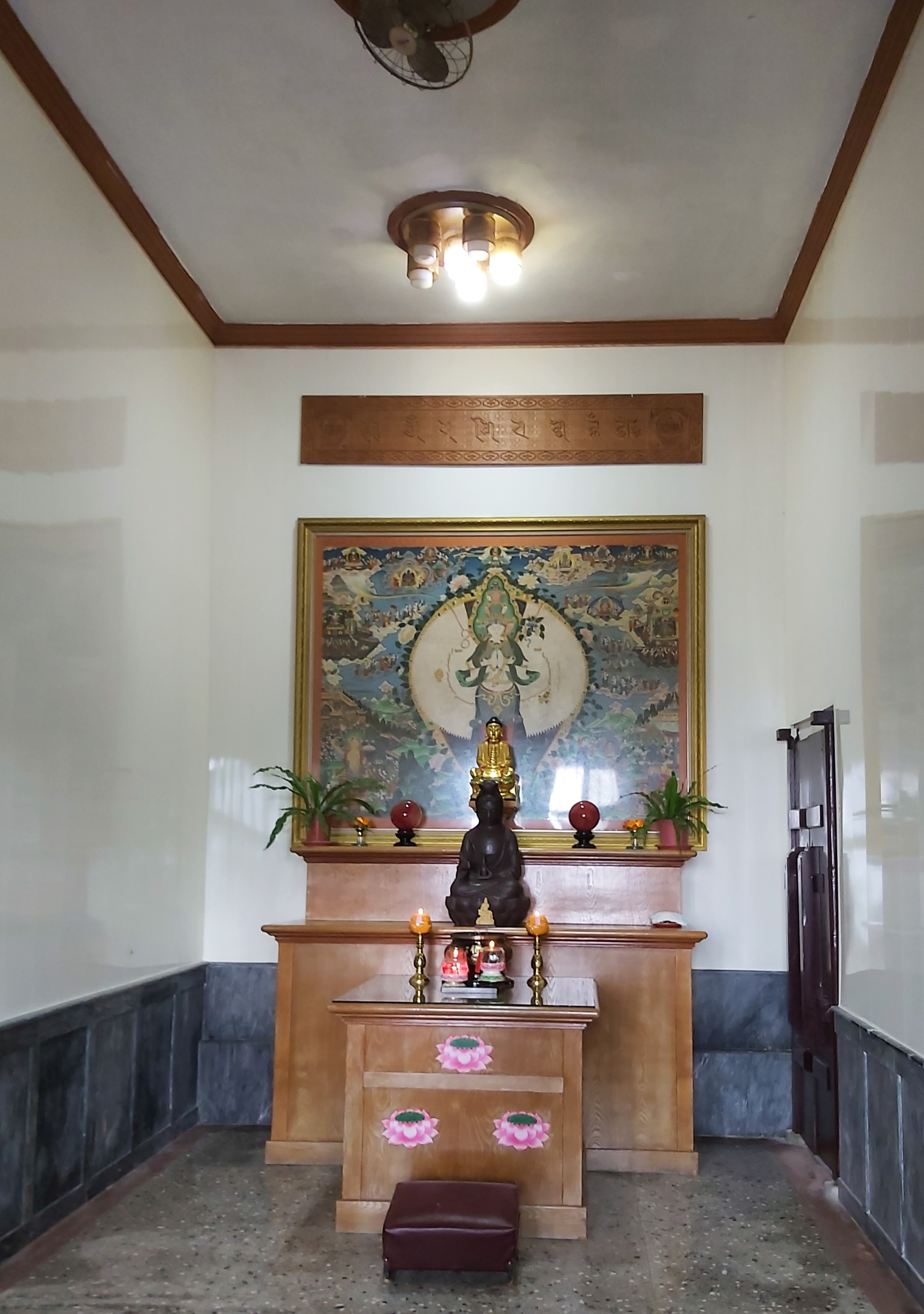
一樓佛殿

1954年7月18日（陰曆六月十九日，觀世音菩薩得道紀念日）又因為火燒山，本廟焚毀。本廟的慈雲岩舊址方圓二、三百坪處，未受火災波及，由圓通寺住持妙清法師、高足達進法師發起重建，本地檀越陳、林兩位地主獻地，順利重修，十年後告竣。

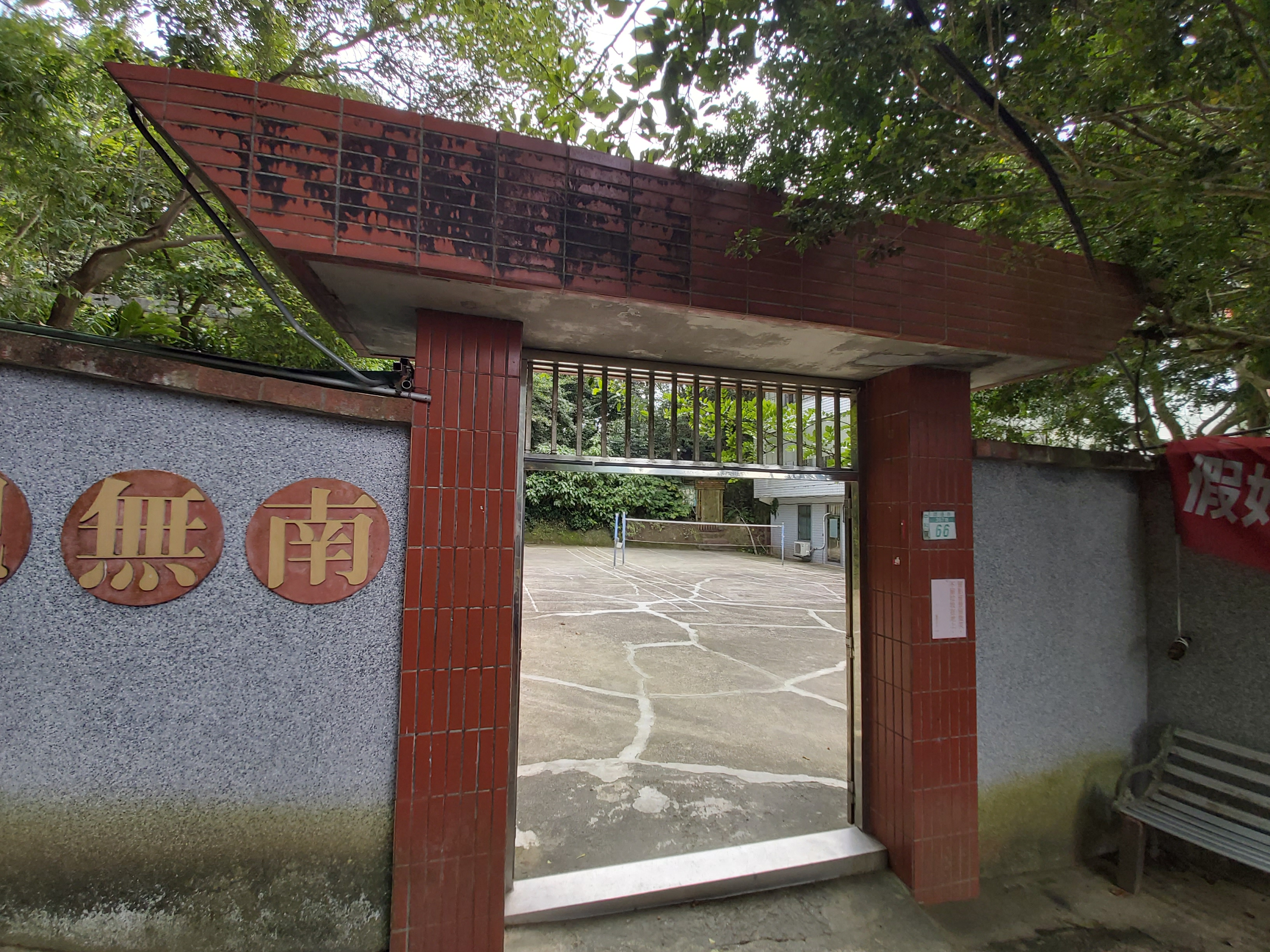
山門
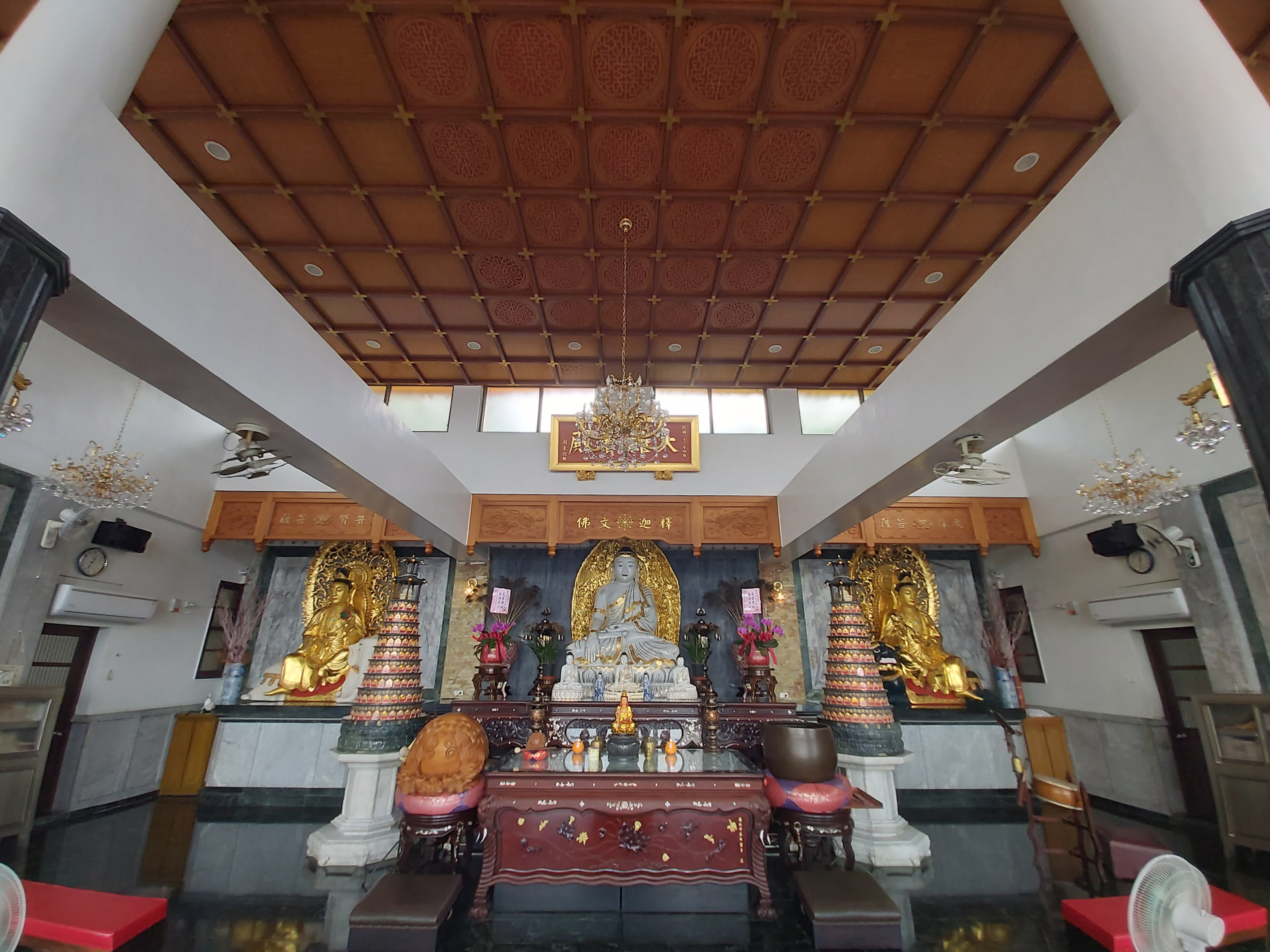
大雄寶殿
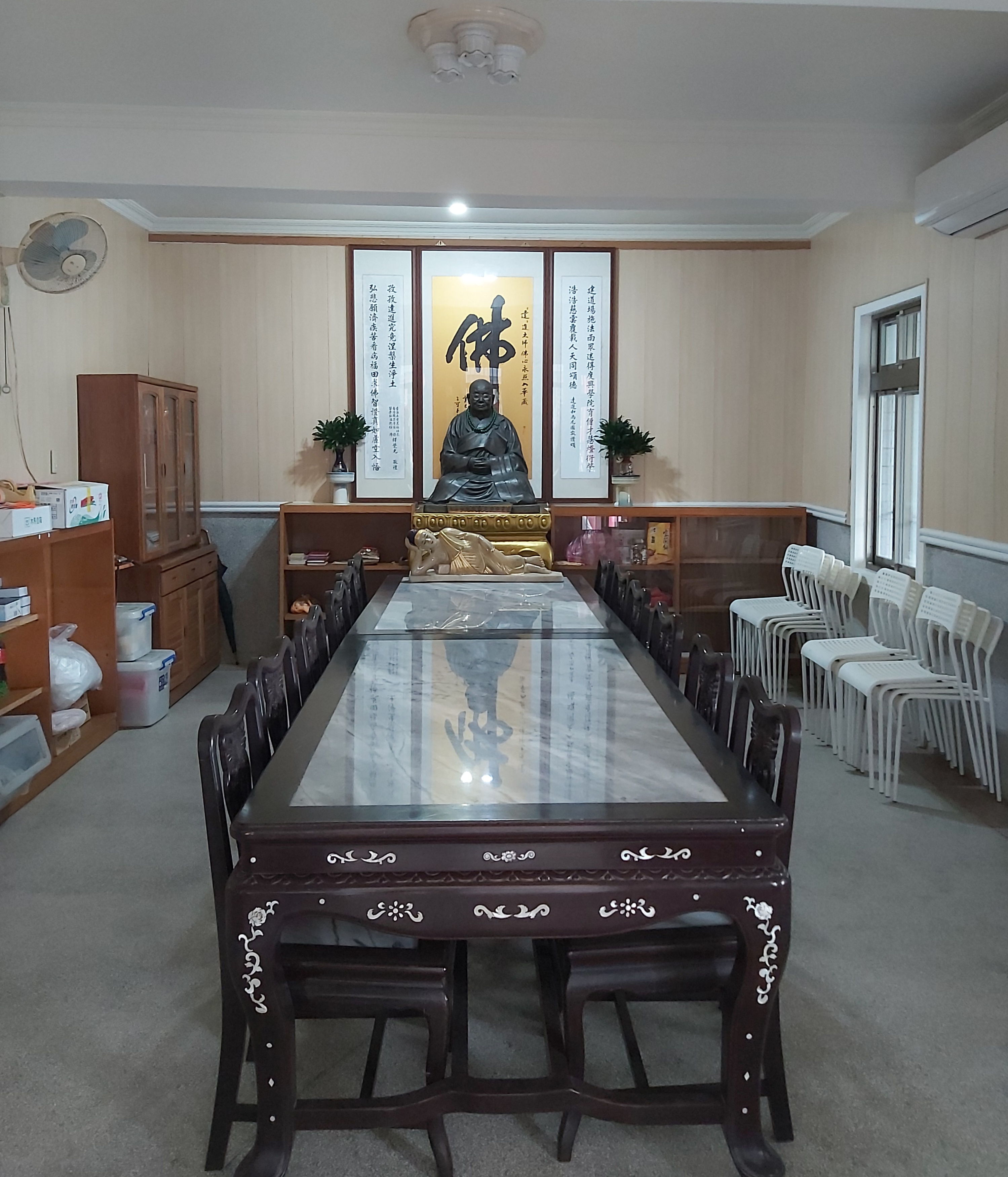
會議室
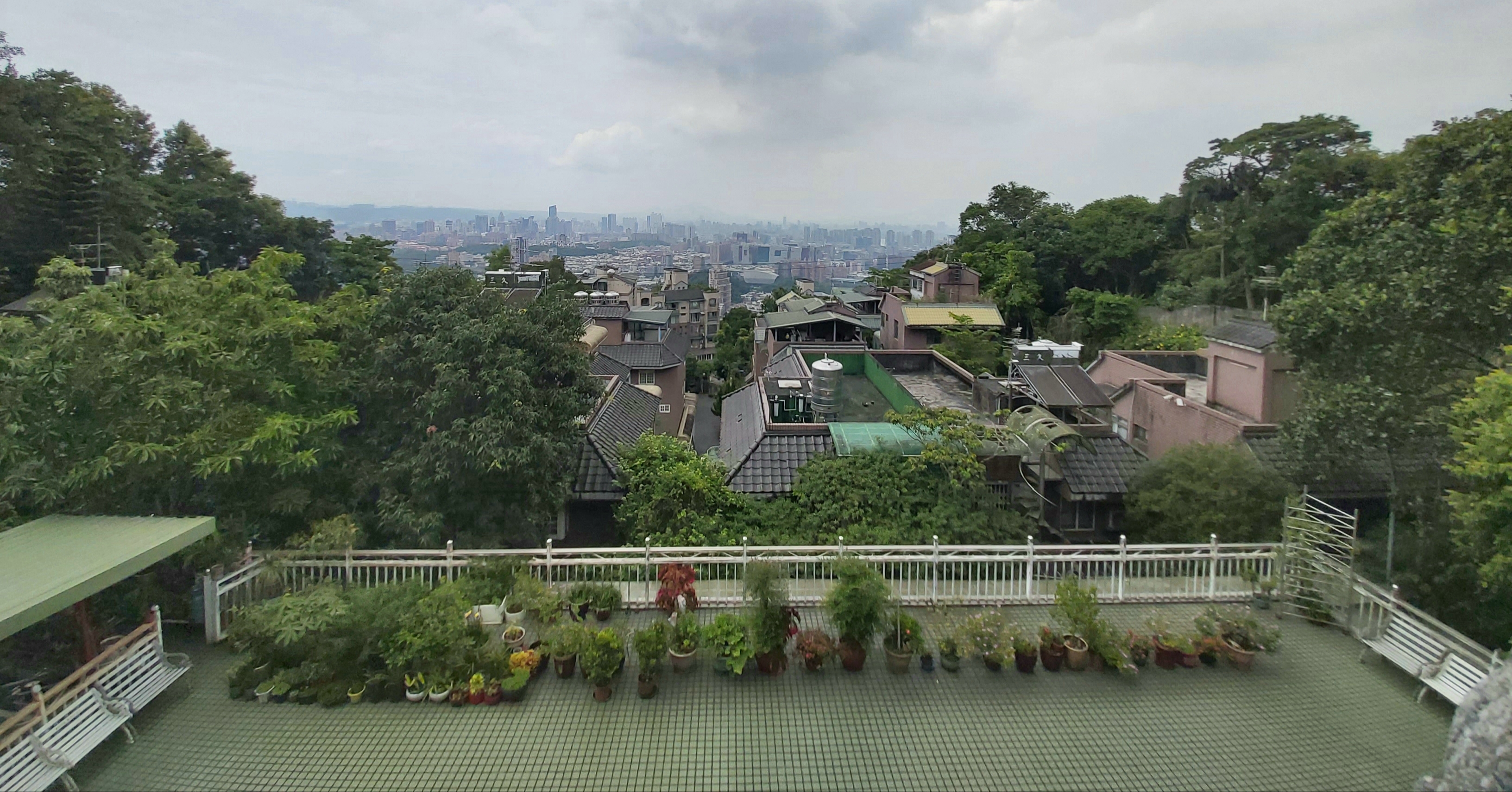
景觀

1969年，颱風吹毀大殿，寺方發起重修。
1974年，擴建。